# Лима, Маурисио
Маури́сиу Кама́ргу Ли́ма (порт. Maurício Camargo Lima, род. 27 ноября 1968 года в Кампинасе) — бывший бразильский волейболист, связующий, игрок сборной Бразилии в 1988—2004 годах, двукратный олимпийский чемпион и чемпион мира.

## Спортивные достижения

### Со сборной Бразилии
- Двукратный олимпийский чемпион: 1992 и 2004.
- Чемпион мира: (2002).
- Обладатель Кубка мира: 2003.
- Победитель Мировой лиги: 2003, 2004

### Личные
- «Лучший в защите» мировой лиги 1993.
- «Лучший в защите» чемпионата мира 2002.